# 2009 Big Show (現場專輯)
《2009 Big Show Live Album》是韓國男子音樂組合BIGBANG推出的第三張韓語現場專輯，由YG娛樂製作發佈，在2009年4月22日正式發行。該專輯收錄於2009年1月30日至2月1日在首爾奧林匹克體操競技場舉行的演唱會。

## 概要
在2009年1月30日至2月1日舉辦於首爾奧林匹克體操競技場的「Big Show 2009」在三天內共4場演出中動員了5萬多名觀眾創下了韓國國內單獨演唱會史上最多觀眾的記錄。而此次的演唱會也比過去任何一年任何一場更加華麗盛大，也是因為BIGBANG在2009年即將進軍日本而在國內不會再有巡演的原因。
此次專輯共收收錄16場舞台音樂，包括在管弦樂團伴奏下，以揭幕曲熱唱的〈一天一天〉和〈Heaven〉管弦樂版、具有衝擊性的空中鋼琴環節伴隨著太陽的〈只看著我〉、T.O.P的〈裝做若無其事〉以及讓BIGBANG成名的〈最後的問候〉、〈謊言〉的混音版。並且為了沒能在現場觀看演唱會的歌迷們，還收入了平時電視舞台上難以看到的〈Lady〉、〈Wonderful〉、〈善良的人〉、〈O.A.O〉等。另外也收錄了Making Story Book《Show,another Big show》，共有8章組成，不僅有演唱會任務攝影，翻版貝多芬病毒的BIGBANG病毒現場拍攝照片，演唱會練習過程與彩排以及舞台服裝造型。

## 曲目
| 曲序 | 曲目                                                            | 时长 |
| ---- | --------------------------------------------------------------- | ---- |
| 1.   | 一天一天（하루하루；管弦樂版）                                  | 4:36 |
| 2.   | 天國（천국；管弦樂版）                                          | 3:56 |
| 3.   | Strong Baby（勝利 Solo）                                        | 4:09 |
| 4.   | Number 1                                                        | 3:18 |
| 5.   | Stylish（The FILA）                                             | 3:16 |
| 6.   | Only Look at Me（Remix）（只看著我（太陽 Solo））               | 5:09 |
| 7.   | Act Like Nothing's Wrong（Remix）                               | 5:45 |
| 8.   | Lady                                                            | 2:55 |
| 9.   | Wonderful                                                       | 3:36 |
| 10.  | A Good Man（善良的人）                                          | 3:27 |
| 11.  | Make Love                                                       | 3:43 |
| 12.  | O. A. O                                                         | 4:12 |
| 13.  | Last Farewall（Remix）（最後的問候；마지막 인사；Majimak Insa） | 3:27 |
| 14.  | Sunset Glow（紅霞）                                             | 4:19 |
| 15.  | Oh My Friend                                                    | 4:18 |
| 16.  | Lies（Remix）（謊言；거짓말；Geojitmal）                        | 5:24 |

## 外部連結
- 韓國官方網站 
- 日本官方網站 （日語）